# Williams FW43
El Williams FW43 es un monoplaza de Fórmula 1 que compitió en la temporada 2020. Fue diseñado por David Worner y Jonathan Carter, quienes se encontraron en su primer año en el equipo luego de haber trabajado previamente con Red Bull Racing y Renault.

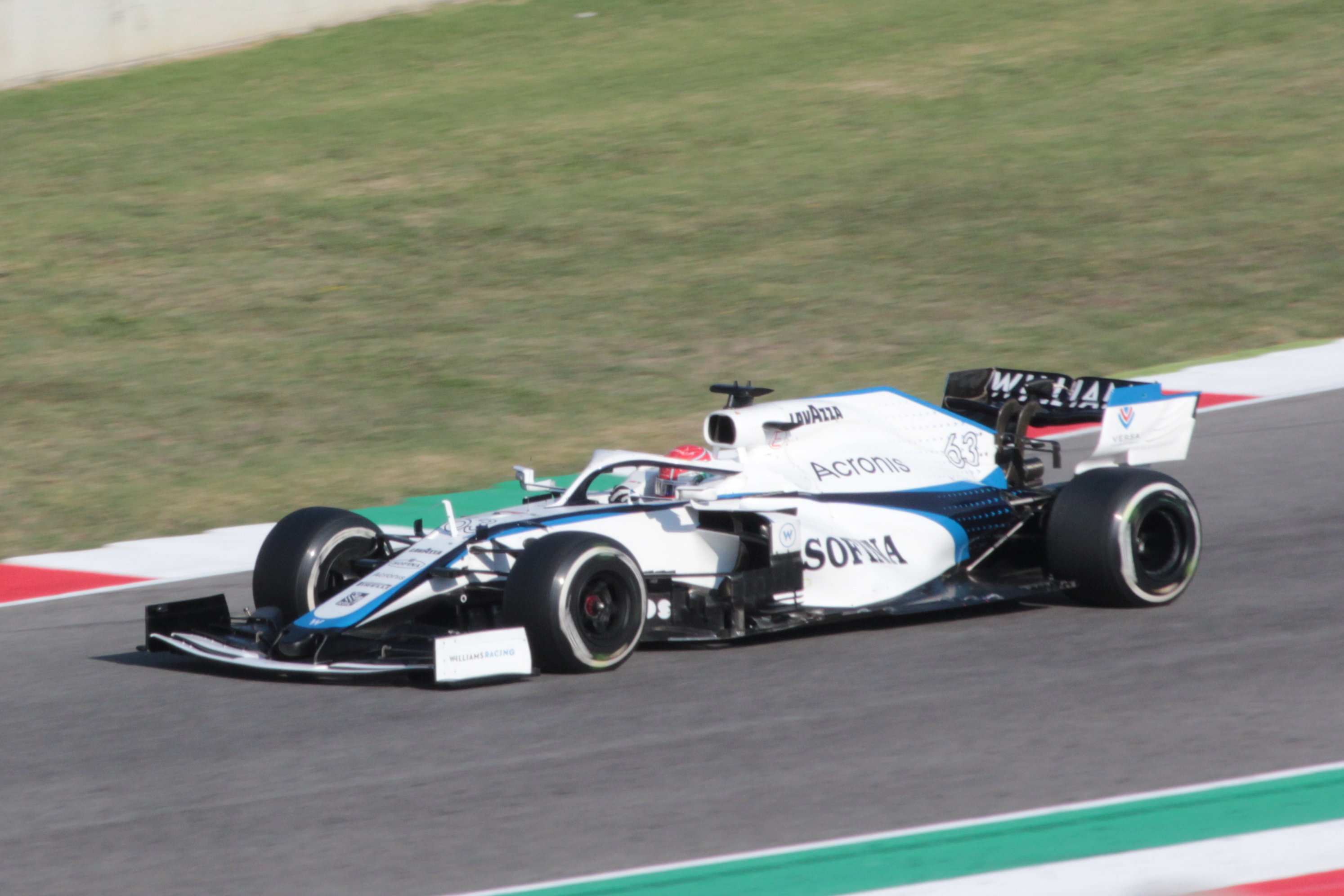
FW43 de George Russell en Mugello, 2020.

Según informó Williams, se trató de una evolución del FW42, del que se corrigieron importantes deficiencias aerodinámicas. El monoplaza es conducido por George Russell y por el debutante Nicholas Latifi, subcampeón 2019 de Fórmula 2. Como pilotos de reserva contaron con Jack Aitken y Roy Nissany, ambos pilotos de Fórmula 2. Aitken debutó en la categoría en reemplazo de Russell en el GP de Sakhir.
Si bien significó una evidente mejoría respecto al Williams FW42, no logró rescatar ningún punto en el Campeonato Mundial de Constructores de Fórmula 1 del 2020, finalizando Williams por tercer año consecutivo en el 10º puesto.
En 2021 lo volverá a conducir Russell y Latifi bajo el nombre de Williams FW43B.

## Tecnología y desarrollo
Como todos los vehículos de Fórmula 1 de 2020, el FW43 es un vehículo de tracción trasera con un monocasco hecho de plástico reforzado con fibra de carbono. Además del monocasco, muchas otras partes del vehículo, incluidas las partes del cuerpo y el volante, están hechas de fibra de carbono. Los discos de freno también están hechos de un material compuesto reforzado con fibras de carbono.
La unidad de potencia, el sistema de transmisión de ocho velocidades y el sistema de recuperación de energía son los mismos usados por Mercedes en dicha temporada, es decir: Un motor V6 de 1.6 litros de Mercedes con turbocompresor y un potente motor eléctrico de 120 kW, por lo que es un vehículo eléctrico híbrido.
Respecto a la evolución a partir del Williams FW42, destacan cambios importantes con respecto a las vainas laterales. En primer lugar, el automóvil introdujo una pendiente pronunciada desde la parte superior de la cápsula lateral hasta el piso para alentar al aire a alcanzar el piso del automóvil. Esto ha trazado paralelos con los diseños de los módulos laterales vistos en el Red Bull RB8 y el Sauber C31 de 2012. Williams también ha reducido el tamaño de las entradas de aire en la parte frontal de las cápsulas laterales y ha aplanado la superficie externa de la cápsula lateral. El espejo retrovisor y los soportes del retrovisor también han visto un refinamiento aerodinámico.

## Presentación

### 2020
El coche fue presentado oficialmente el 17 de febrero en línea. Ese mismo día, se pudo ver a George Russell probando el monoplaza en circuito de Barcelona-Cataluña.

#### Cambios en la pintura

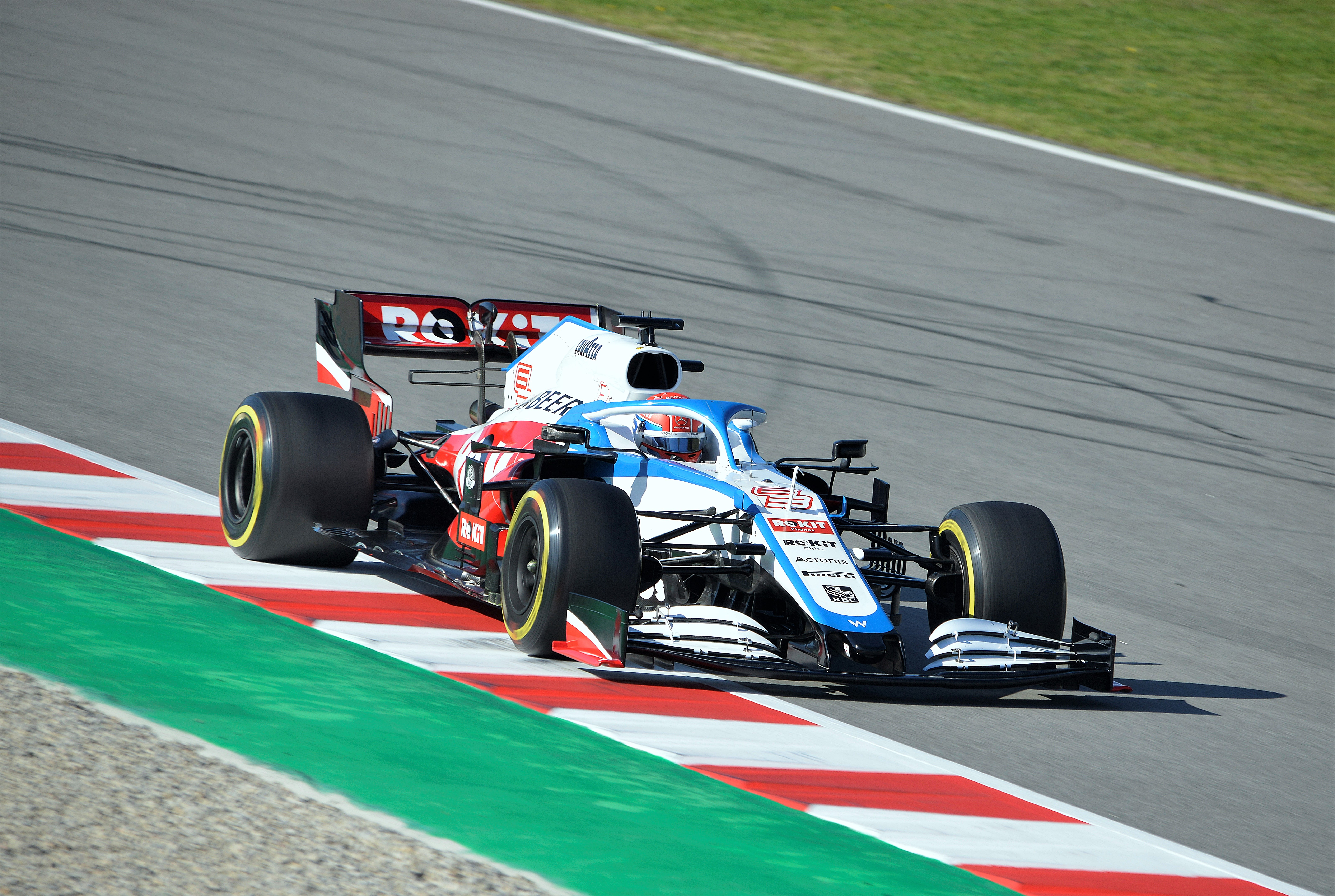
FW43 con su pintura original, conducido por George Russell durante las pruebas de pretemporada.

Durante febrero de 2020 se presentaron los cambios en la pintura del monoplaza, dado que Rexona dejó de ser el patrocinador del equipo a finales de la temporada 2019, tomando ROKiT un papel mucho más importante y caracterizándose por la presencia de colores rojo, azul y blanco. Sin embargo el 29 de mayo, la escudería rompió contrato con ROKiT.
El 26 de junio, a una semana del inicio de la temporada, se presentó en público el nuevo diseño de colores, en que destaca el blanco, negro y azul.

### 2021
La versión FW43B se presentará el 5 de marzo de 2021. Este fue un gran salto adelante en el equipo de Grove y tras el bajón de Haas, por el nulo desarrollo de su monoplaza, les permitía dejar de ser el peor equipo de la parrilla. Con este monoplaza George Russell consiguió clasificar el coche en Q3 en 4 ocasiones, Austria, Gran Bretaña, Bélgica y Rusia. Consiguió un segundo puesto de parilla en Bélgica y un tercero en Rusia. Este monoplaza iba muy bien en lluvia y consiguió un podio en Bélgica y rodar en puntos hasta su accidente con Valtteri Bottas en Ímola. Esto y el llegar a los puntos en la carrera loca de Hungría, en la no carrera de Bélgica, en Italia y Rusia, para pasar a Alfa Romeo y ser octavos en constructores con 23 puntos, 23 más que el año anterior, 22 más que en 2019 y 16 más que en 2018. Todo esto hizo a los de Grove levantar cabeza y mirar hacia el futuro.

## Resultados
(Clave) (negrita indica pole position) (cursiva indica vuelta rápida)

| Año     | Motor                                       | Neu. | N.º | Pilotos         | 1   | 2   | 3   | 4   | 5   | 6   | 7   | 8   | 9   | 10  | 11  | 12  | 13  | 14  | 15  | 16  | 17  | 18  | 19  | 20  | 21  | 22  | Puntos | Pos. |
| ------- | ------------------------------------------- | ---- | --- | --------------- | --- | --- | --- | --- | --- | --- | --- | --- | --- | --- | --- | --- | --- | --- | --- | --- | --- | --- | --- | --- | --- | --- | ------ | ---- |
| 2020    | Mercedes-AMG F1 M11 EQ Performance V6 Turbo | P    |     |                 | AUT | EST | HUN | GBR | 70A | ESP | BEL | ITA | TOS | RUS | EIF | POR | EMI | TUR | BHR | SAK | ABU |     |     |     |     |     | 0      | 10.º |
| 2020    | Mercedes-AMG F1 M11 EQ Performance V6 Turbo | P    | 6   | Nicholas Latifi | 11  | 17  | 19  | 15  | 19  | 18  | 16  | 11  | Ret | 16  | 14  | 18  | 11  | Ret | 14  | Ret | 17  |     |     |     |     |     | 0      | 10.º |
| 2020    | Mercedes-AMG F1 M11 EQ Performance V6 Turbo | P    | 63  | George Russell  | Ret | 16  | 18  | 12  | 18  | 17  | Ret | 14  | 11  | 18  | Ret | 14  | Ret | 16  | 12  |     | 15  |     |     |     |     |     | 0      | 10.º |
| 2020    | Mercedes-AMG F1 M11 EQ Performance V6 Turbo | P    | 89  | Jack Aitken     |     |     |     |     |     |     |     |     |     |     |     |     |     |     |     | 16  |     |     |     |     |     |     | 0      | 10.º |
| 2021    | Mercedes-AMG M12 E Performance V6 Turbo     | P    |     |                 | BHR | EMI | POR | ESP | MON | AZE | FRA | EST | AUT | GBR | HUN | BEL | NED | ITA | RUS | TUR | USA | MEX | SÃO | QAT | ARA | ABU | 23     | 8.º  |
| 2021    | Mercedes-AMG M12 E Performance V6 Turbo     | P    | 6   | Nicholas Latifi | 18† | Ret | 18  | 16  | 15  | 16  | 18  | 17  | 16  | 14  | 7   | 9   | 16  | 11  | 19† | 17  | 15  | 17  | 16  | Ret | 12  | Ret | 23     | 8.º  |
| 2021    | Mercedes-AMG M12 E Performance V6 Turbo     | P    | 63  | George Russell  | 14  | Ret | 16  | 14  | 14  | 17† | 12  | Ret | 11  | 12  | 8   | 2   | 17  | 9   | 10  | 15  | 14  | 16  | 13  | 17  | Ret | Ret | 23     | 8.º  |
| Fuente: |                                             |      |     |                 |     |     |     |     |     |     |     |     |     |     |     |     |     |     |     |     |     |     |     |     |     |     |        |      |